# Sage (Großenkneten)
Sage ist ein Ortsteil der Gemeinde Großenkneten im niedersächsischen Landkreis Oldenburg.
Der Ort liegt 2,5 km westlich vom Ortskern von Großenkneten. Die A 29 verläuft 2 km entfernt westlich.
Eine der weltgrößten, modernsten und umweltfreundlichsten Erdgasaufbereitungsanlagen, die vom Erdölkonzern ExxonMobil betrieben wird, befindet sich in Sage. Dort wird das in Norddeutschland häufig vorkommende Sauergas gereinigt, indem der Schwefelwasserstoff entzogen wird.

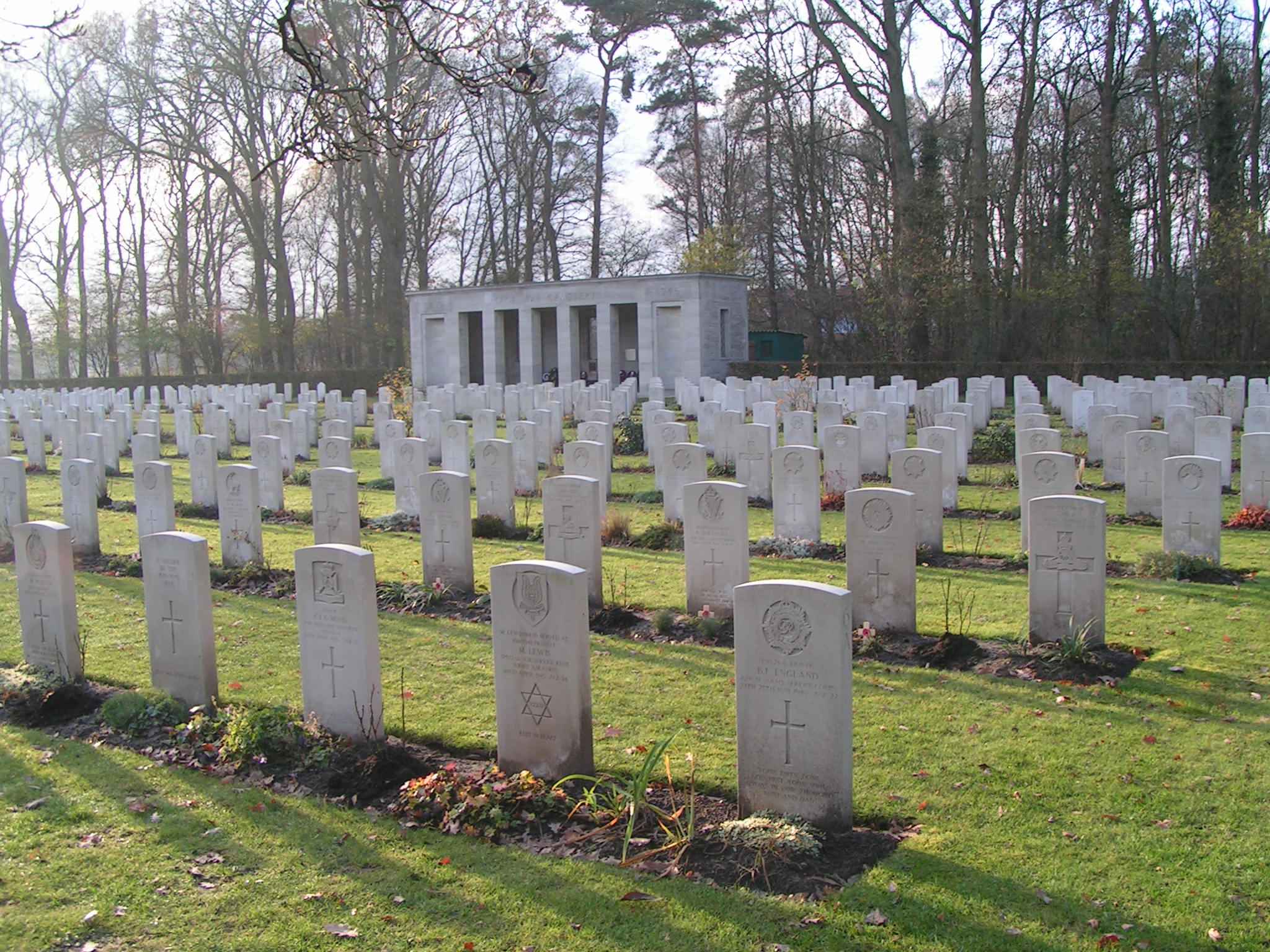
Sage War Cemetery

Der Sage War Cemetery, ein britischer Ehrenfriedhof für Kriegsgefallene aus Commonwealth-Staaten, wurde nach dem Zweiten Weltkrieg in Sage errichtet.